# Farní sbor Českobratrské církve evangelické ve Vizovicích
Farní sbor Českobratrské církve evangelické ve Vizovicích je sborem Českobratrské církve evangelické ve Vizovicích. Sbor spadá pod Východomoravský seniorát
Administrátorkou sboru je Lenka Freitingerová, kurátorem sboru Jindřich Karásek.

## Faráři sboru
- Pavel Otter (1974–1982, 1982–1984)
- Bohuslav Vik (1994–1998)
- Miloš Vavrečka (1999–2000, 2000–2006)
- Jiří Malý (2008–2023)